# Championnat de Suisse de football 1969-1970
Navigation
Édition précédente Édition suivante
Le championnat de Suisse de football de Ligue nationale A 1969-1970 voit la consécration du FC Bâle. Comme lors de la saison précédente, les Rhénans s’imposent avec un seul point d’avance sur le Lausanne-Sports. La solide équipe de l’entraîneur Helmut Benthaus se base sur des hommes d’expérience comme Bruno Michaud, Karl Odermatt, Jürgen Sundermann ou encore le gardien Marcel Kunz. Lors de la dernière journée, elle écrase le néo-promu Wettingen par 5-0. Le Zurichois Fritz Künzli est le meilleur buteur du championnat avec 19 réussites.

## Format
Le championnat se compose de 14 équipes. Les deux derniers sont relégués en Ligue nationale B.

## Classement final
| Place | Club                 | Pts | J  | V  | N  | D  | Buts + | Buts - | Diff. |
| 1e    | FC Bâle              | 37  | 26 | 15 | 7  | 4  | 59     | 23     | +36   |
| 2e    | Lausanne-Sports      | 36  | 26 | 12 | 12 | 2  | 54     | 36     | +18   |
| 3e    | FC Zurich            | 34  | 26 | 15 | 4  | 7  | 49     | 29     | +20   |
| 4e    | Grasshopper Zürich   | 31  | 26 | 12 | 7  | 7  | 39     | 24     | +15   |
| 5e    | BSC Young Boys       | 31  | 26 | 13 | 5  | 8  | 52     | 41     | +11   |
| 6e    | FC Lugano            | 30  | 26 | 10 | 10 | 6  | 43     | 37     | +6    |
| 7e    | Servette FC          | 29  | 26 | 10 | 9  | 7  | 53     | 37     | +16   |
| 8e    | FC Winterthur        | 27  | 26 | 11 | 5  | 10 | 50     | 41     | +9    |
| 9e    | FC La Chaux-de-Fonds | 21  | 26 | 9  | 3  | 14 | 36     | 55     | -19   |
| 10e   | AC Bellinzone        | 20  | 26 | 6  | 8  | 12 | 26     | 43     | -17   |
| 11e   | FC Fribourg          | 19  | 26 | 7  | 5  | 14 | 27     | 37     | -10   |
| 12e   | FC Bienne            | 19  | 26 | 7  | 5  | 14 | 28     | 55     | -27   |
| 13e   | FC Wettingen         | 15  | 26 | 6  | 3  | 17 | 33     | 62     | -29   |
| 14e   | FC Saint-Gall        | 15  | 26 | 6  | 3  | 17 | 28     | 57     | -29   |

### Qualifications européennes
- FC Bâle : premier tour de la Coupe des clubs champions européens
- Lausanne-Sports : premier tour de la Coupe des villes de foires
- Grasshopper Zürich : premier tour de la Coupe des villes de foires

- FC Zurich : premier tour de la Coupe d'Europe des vainqueurs de coupes

### Relégations
- FC Wettingen et FC Saint-Gall sont relégués en Ligue nationale B
- FC Sion et FC Lucerne sont promus en Ligue nationale A

## Résultats complets
- Résultats sur RSSSF